# Aedes behningi
Aedes behningi är en tvåvingeart som beskrevs av Friedrich Wilhelm Martini 1926. Aedes behningi ingår i släktet Aedes och familjen stickmyggor. Arten är reproducerande i Sverige. Inga underarter finns listade i Catalogue of Life.